# Nieuport 17
Die Nieuport 17 war ein französisches Doppeldecker-Jagdflugzeug im Ersten Weltkrieg, das vom Konstrukteur Gustave Delage bei Nieuport entworfen wurde. Aufgrund seiner hervorragenden Leistungen war es bei vielen Piloten sehr beliebt und war bis zum Erscheinen der SPAD S.VII das erfolgreichste französische Jagdflugzeug.

## Entwicklungs- und Einsatzgeschichte
Die Nieuport 17 wurde von der Nieuport 11 abgeleitet. Sie bekam einen stärkeren Motor, größere Tragflächen und einen verstärkten strukturellen Aufbau. Die ersten Maschinen erhielten noch einen 110 PS (82 kW) leistenden Le-Rhóne-Umlaufmotor, bei der mit zwei Maschinengewehren ausgestatteten Version Nieuport 17-bis wurde der Clerget-Sternmotor mit 130 PS (97 kW) verwendet. Die Maschine war außergewöhnlich wendig, aber ihre unteren Flügel neigten bei Maximalbelastung zum Bruch.
Als Bewaffnung wurde ursprünglich ein über den Propellerkreis feuerndes Lewis-MG verwendet, welches über ein Gelenk in der Stütze durch den Piloten verstellt werden konnte, dadurch konnte die Waffe relativ steil nach oben ausgerichtet werden. Mit Einführung der synchronisierten Maschinengewehre wurden Vickers-MG eingebaut.
Das Flugzeug kam ab März 1916 in Frankreich zum Einsatz und wurde später von vielen anderen Armeen geflogen, beispielsweise vom britischen Royal Flying Corps (Lizenzbauten durch die Nieuport & General Aircraft Company), von den Luftstreitkräften der USA, der belgischen, russischen und italienischen Fliegertruppe. Die deutschen Flugzeughersteller erhielten Beuteflugzeuge und versuchten mehrfach, die Nieuport 17 zu kopieren. Die Euler D.I und die Siemens-Schuckert D.I waren fast naturgetreue Nachbauten, aber auch Albatros D.III und Pfalz D.III übernahmen Merkmale der Konstruktion.

## Bekannte Jagdflieger auf Nieuport 17
- Albert Ball
- Billy Bishop
- Georges Guynemer
- Charles Nungesser

## Varianten

### Nieuport 21
Diese Variante (bei den Briten auch als Nieuport 17b bezeichnet) war mit einem schwächeren Le-Rhóne-9C-Umlaufmotor mit 80 PS (59 kW) ausgestattet und hatte außerdem großflächigere Querruder als der Typ 17.
Die Maschinen dieses Typs wurden an Russland und die USA in größeren Stückzahlen geliefert, wobei die zuletzt an die USA ausgelieferten Maschinen mit dem Le Rhóne mit 110 PS ausgestattet waren.
Hauptsächlich wurden diese Maschinen in der Fliegerausbildung verwendet.

### Nieuport 23
Die Nieuport 23 war schwerer als die anderen Versionen und wurde sowohl mit dem 80 PS leistenden Le Rhóne 9C als auch mit dem 120 PS starken Le-Rhóne-9Jb-Umlaufmotor ausgeliefert. Die französischen Luftstreitkräfte verwendeten oftmals die Maschinen des Typs 23 gemeinsam mit den Nieuport 17.

## Militärische Nutzung
Belgien
 Chile
 Kolumbien
 Tschechoslowakei
 Estland
 Finnland
 Frankreich
- Aéronautique Militaire

 Ungarn
 Königreich Italien
 Niederlande
 Polen
 Rumänien
 Russland /  Russische Republik /  Sowjetrussland
 Schweiz

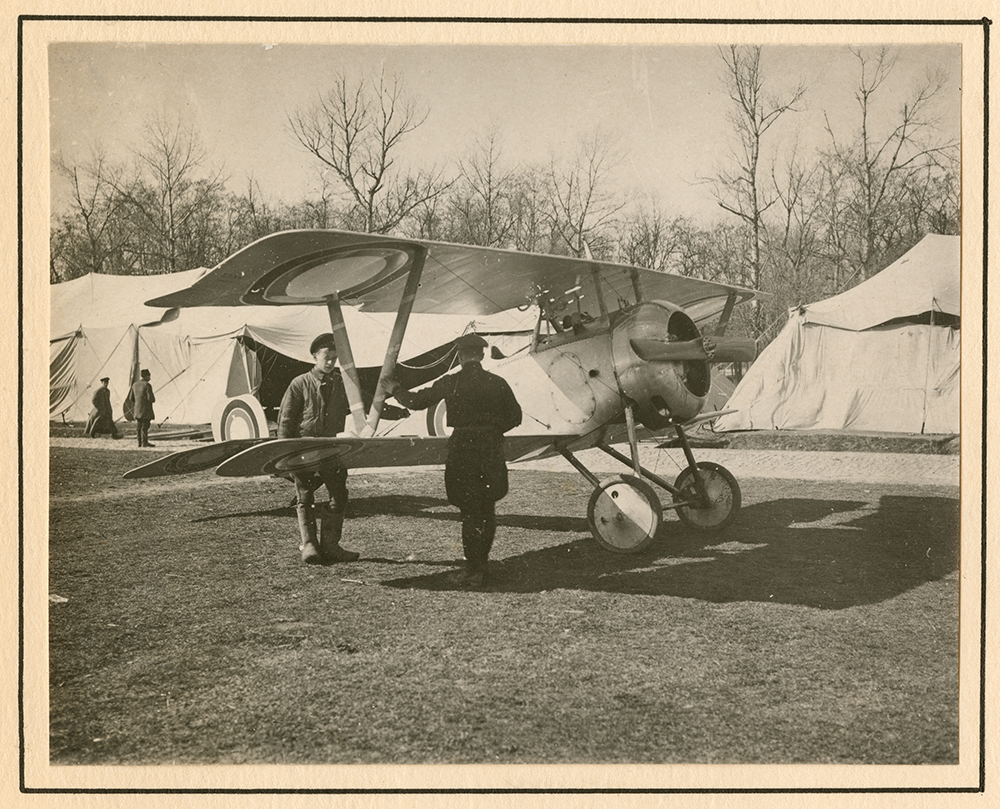
Erbeutete russische Nieuport 17 bei Kiew

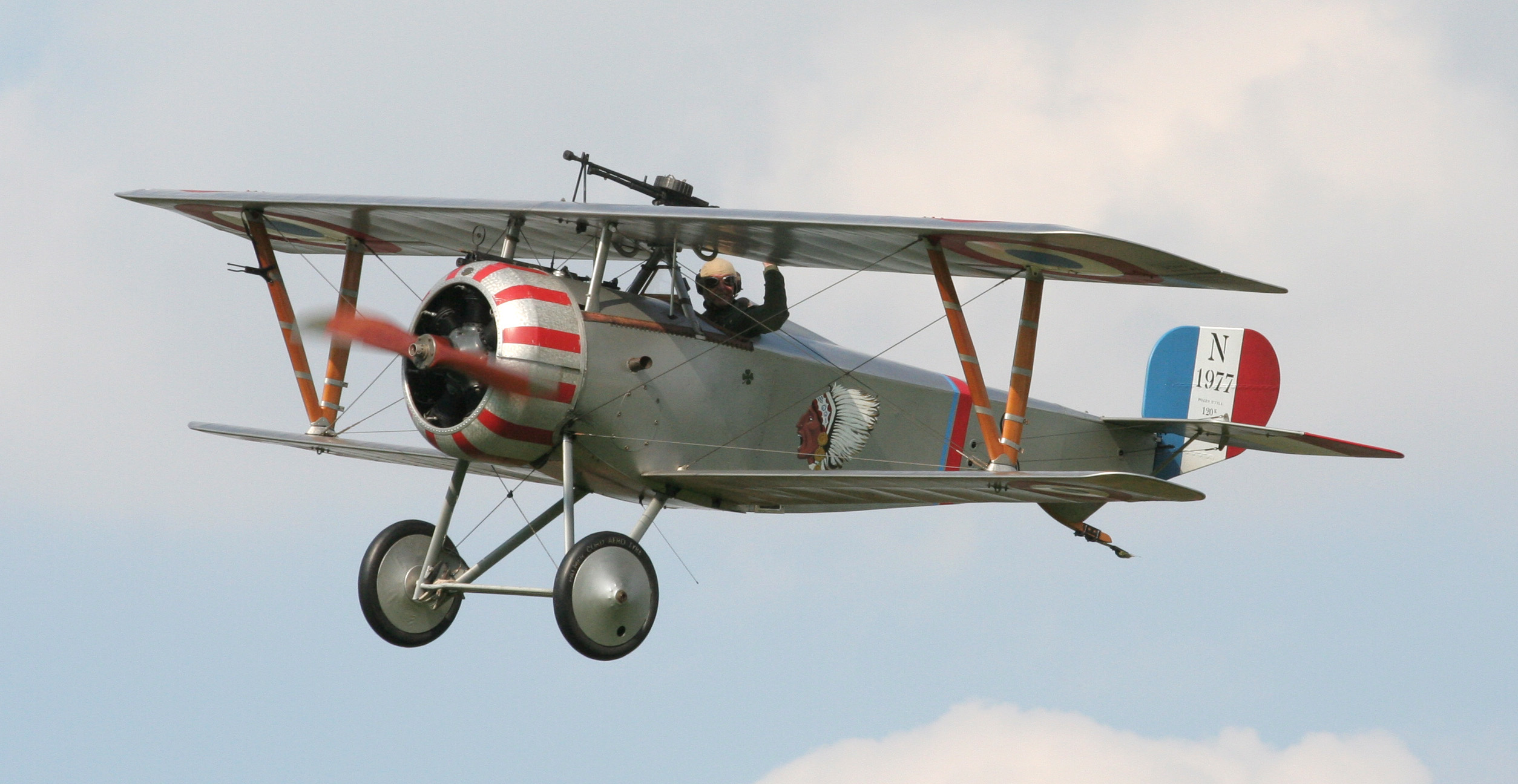
Flugfähiger Nachbau einer Nieuport 17 auf einer Luftfahrtschau 2007

- Schweizer Fliegertruppe, Fünf Nieuport 23 C-1 ab 1917

 Thailand
 Ukrainische Volksrepublik
 Vereinigtes Königreich
- Royal Flying Corps / Royal Air Force

 Vereinigte Staaten
- American Expeditionary Force

## Technische Daten

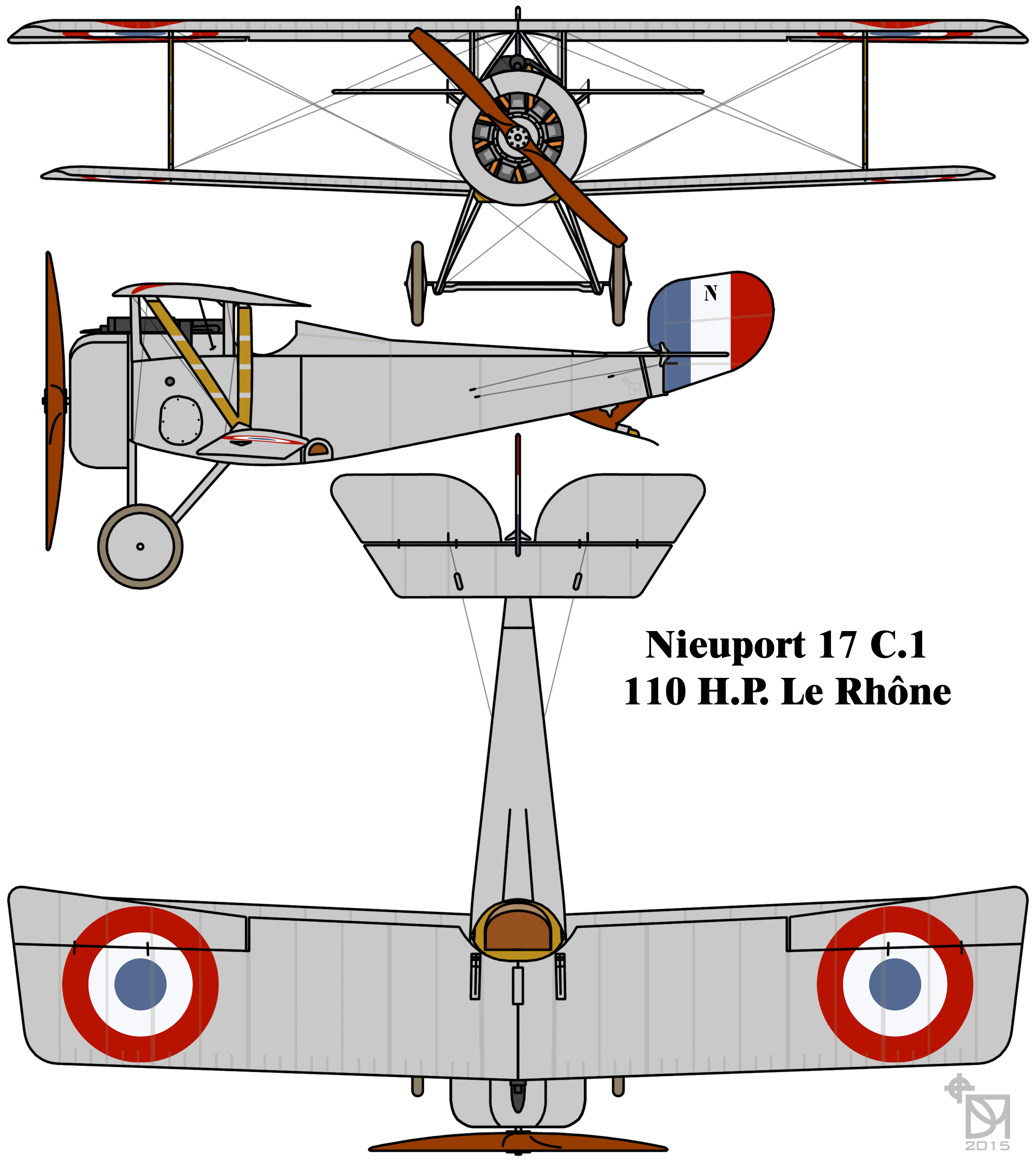
Zeichnung der Nieuport 17 C.1

| Kenngröße             | Daten                                                          |
| --------------------- | -------------------------------------------------------------- |
| Besatzung             | 1                                                              |
| Länge                 | 5,96 m                                                         |
| Spannweite            | 8,20 m                                                         |
| Höhe                  | 2,44 m                                                         |
| Flügelfläche          | 14,75 m²                                                       |
| Leermasse             | 374 kg                                                         |
| max. Startmasse       | 560 kg                                                         |
| Reisegeschwindigkeit  | ? km/h                                                         |
| Höchstgeschwindigkeit | 170 km/h                                                       |
| Dienstgipfelhöhe      | 5350 m                                                         |
| Reichweite            | 250 km                                                         |
| Triebwerke            | 1 × 9-Zylinder-Umlaufmotor Le Rhone 9Ja mit 82 kW (ca. 110 PS) |
| Bewaffnung            | 1 Vickers- oder Lewis-Maschinengewehr                          |